# ロマノ・ポステマ
ロマノ・ポステマ（Romano Postema、2002年2月7日 - ）は、オランダ・フローニンゲン出身のサッカー選手。FCフローニンゲン所属。ポジションはFW。

## 経歴
フローニンゲン出身であり地元FCフローニンゲンの下部組織出身。2019年3月6日、フローニンゲンとプロ契約を結び、8月31日のエールディヴィジヘラクレス・アルメロ戦でトップチームデビューを果たした。2020年5月22日、クラブとの契約を4年延長した。